# بروبوكول
بروبوكول (بالإنجليزية: Probucol)‏ هو دواء يُستعمل في علاج فرط شحميات الدم العائلي، وتصلب شرياني، ومرض القلب التاجي حسب إدارة الغذاء والدواء الأمريكية. بروبوكول هو مضاد تأكسد.